# Vigia da Rocha Negra
A Vigia da Rocha Negra é uma elevação portuguesa localizada no concelho de Santa Cruz das Flores, ilha das Flores, arquipélago dos Açores.
Este acidente geológico tem o seu ponto mais elevado a 685 metros de altitude acima do nível do mar e encontra-se nas proximidades do Pico da Burrinha e da Tapada Comprida. Nas suas emediações nasce a Ribeira do Mouco e passa a Ribeira do Moinho, nascida nos contrafortes do Pico da Burrinha.